# Ivan Maffeis
Ivan Maffeis (ur. 18 listopada 1963 w Pinzolo) – włoski duchowny katolicki, arcybiskup Perugii-Città della Pieve od 2022.

## Życiorys
26 czerwca 1988 otrzymał święcenia kapłańskie i został inkardynowany do archidiecezji trydenckiej. Przez kilkanaście lat pracował duszpastersko, był też diecezjalnym asystentem Akcji Katolickiej, redaktorem naczelnym diecezjalnego miesięcznika oraz wykładowcą trydenckiego seminarium. W 2010 rozpoczął pracę przy włoskiej Konferencji Episkopatu jako wicedyrektor wydziału ds. komunikacji społecznej, a pięć lat później objął kierownictwo w tym wydziale i został mianowany podsekretarzem Konferencji. W 2020 powrócił do Trydentu i objął probostwo w Rovereto, Trambileno, Vanza, Noriglio i Terragnolo.
16 lipca 2022 został mianowany przez papieża Franciszka arcybiskupem metropolitą Perugia-Città della Pieve. Sakry udzielił mu 11 września 2022 kardynał Gualtiero Bassetti.